# Ligeophila clavigera
Ligeophila clavigera är en orkidéart som först beskrevs av Heinrich Gustav Reichenbach, och fick sitt nu gällande namn av Leslie Andrew Garay. Ligeophila clavigera ingår i släktet Ligeophila och familjen orkidéer.

## Underarter
Arten delas in i följande underarter:
- L. c. clavigera
- L. c. rhodostachys